# Staatsarchiv Sigmaringen
Das Staatsarchiv Sigmaringen, im Jahre 1865 als preußisches Staatsarchiv gegründet, hat seinen Sitz im baden-württembergischen Sigmaringen. Es ist seit 1973 für den Regierungsbezirk Tübingen zuständig. Im Zuge der Verwaltungsstrukturreform wurden die frühere Landesarchivdirektion Baden-Württemberg und die sechs ihr nachgeordneten staatlichen Archive zum 1. Januar 2005 zusammengelegt. Seitdem ist das Staatsarchiv Sigmaringen eine Abteilung des Landesarchivs Baden-Württemberg.

## Sprengel
Das Staatsarchiv Sigmaringen ist zuständig für die allgemeinen und besonderen Verwaltungsbehörden, die Gerichte und sonstigen Stellen des Landes mit Sitz im Regierungsbezirk Tübingen sowie für die nachgeordneten Stellen des Bundes, die ihren Sitz im Regierungsbezirk Tübingen haben. Es werden 347 Registraturen betreut.

## Bestände

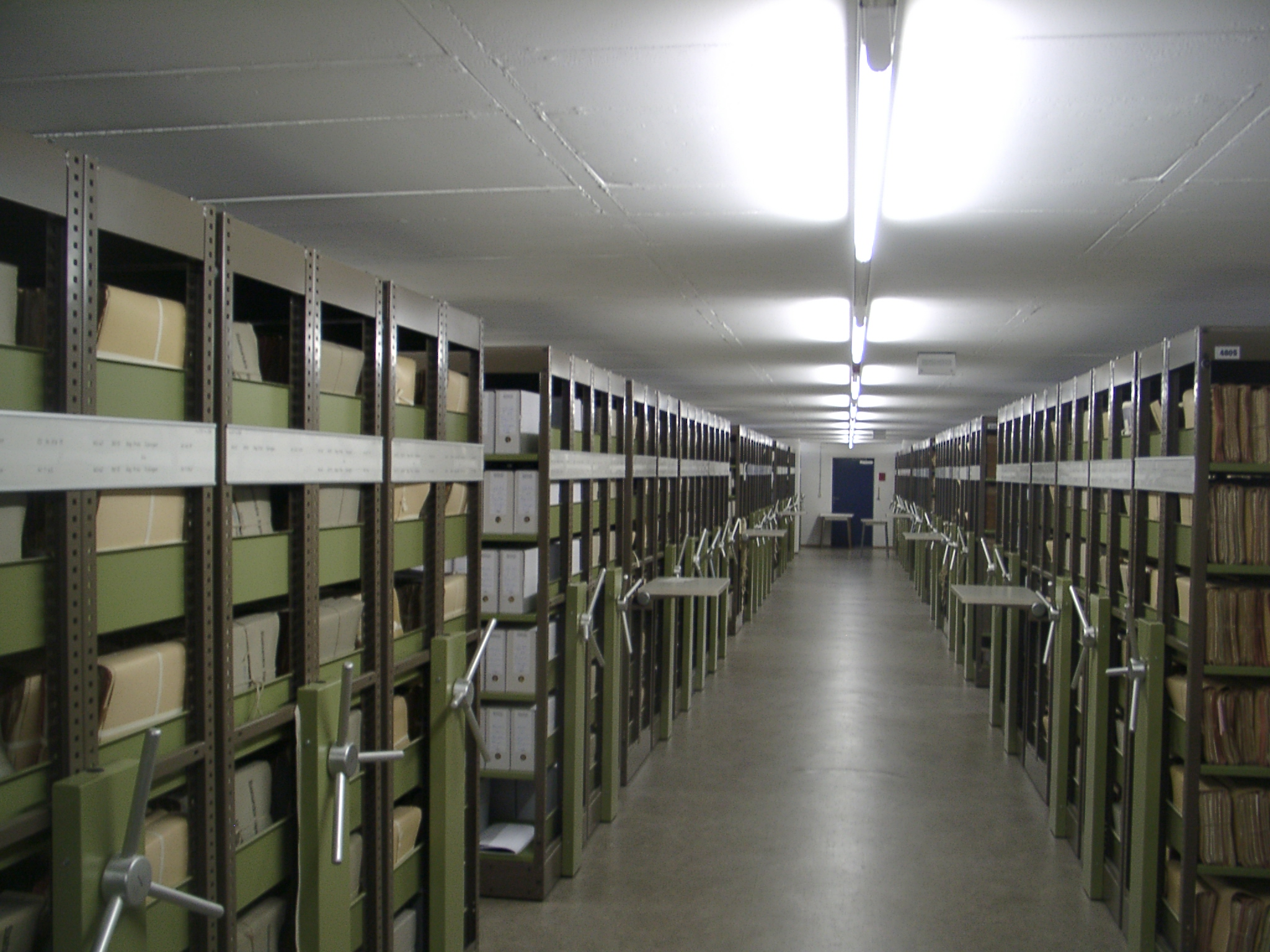
Magazinraum (2010)

Das Archiv verwahrt die schriftliche Überlieferung der staatlichen Mittel- und Lokalbehörden in Südwürttemberg-Hohenzollern von 1806 bis 1973 sowie die Bestände der Zentralbehörden des Landes Württemberg-Hohenzollern aus der Zeit 1945 bis 1952 mit dem Schriftgut des Landtags, der Staatskanzlei, der Ministerien, des Staatsgerichtshofs und des Verwaltungsgerichtshofs. Den historischen Kern bildet die Überlieferung der bis zum Jahre 1850 souveränen Fürstentümer Hohenzollern-Hechingen und Hohenzollern-Sigmaringen sowie des bis 1945 bestehenden preußischen Regierungsbezirks Sigmaringen, der so genannten Hohenzollernschen Lande. Die staatlichen Bestände werden ergänzt durch hinterlegte Archive, die mit ihrer Überlieferung weit in das Mittelalter zurückreichen und für die Geschichte Hohenzollerns und Oberschwabens von großer Bedeutung sind. Genannt seien an dieser Stelle nur das Fürstlich Hohenzollernsche Haus- und Domänenarchiv des Fürsten von Hohenzollern, das dem Fürsten Thurn und Taxis gehörende Archiv Obermarchtal mit der mittelalterlichen und frühneuzeitlichen Überlieferung der Grafschaft Friedberg-Scheer, des Stifts Buchau und des Klosters Marchtal, die Archive der Grafen und Freiherren Schenk von Stauffenberg sowie das Stadtarchiv Sigmaringen. Fotosammlungen dokumentieren Alltagsgeschichte des 20. Jahrhunderts. Von überregionaler Bedeutung sind insbesondere Fotografien aus dem Ersten Weltkrieg und zur Eisenbahn. Für die Eisenbahngeschichte ist auch das Depositum der Hohenzollerischen Landesbahn AG von Bedeutung.

## Gebäude

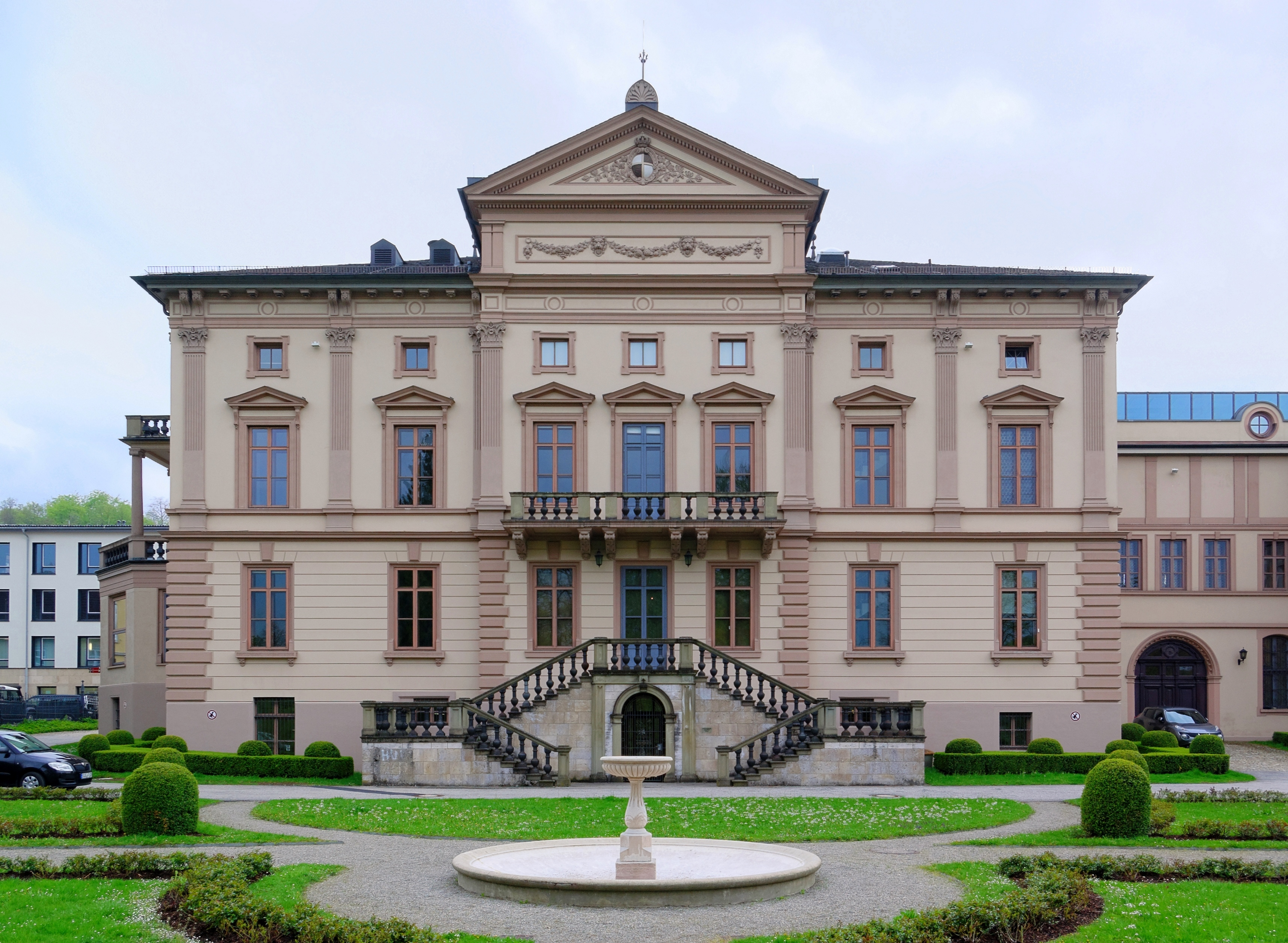
Der Prinzenbau – Sitz des Staatsarchivs

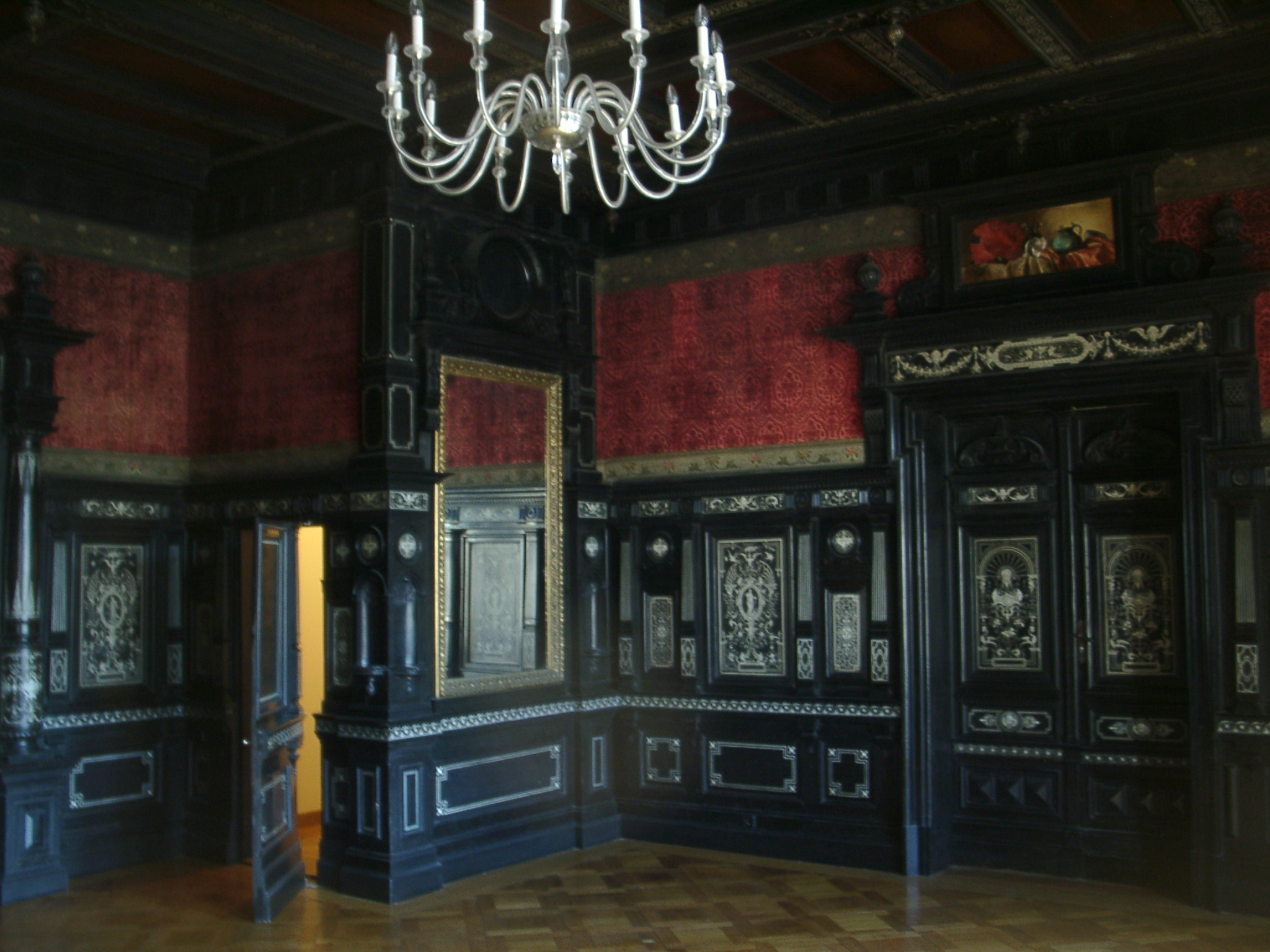
Historischer Innenraum

Das Staatsarchiv Sigmaringen ist in dem so genannten Prinzenbau in der Sigmaringer Innenstadt (Karlstr. 1–3), einem denkmalgeschützten Gebäudekomplex, untergebracht und verfügt über moderne klimatisierte Magazine. Der vom fürstlichen Bauinspektor Uhl in den Jahren 1822 bis 1825 erbaute Alte Prinzenbau war eines der ersten Häuser außerhalb der Stadt und lag im „Langen Garten“, der sich heute als „Prinzengarten“ hinter den Gebäuden der Karlstraße erstreckt. Das Palais war der Wohnsitz der Fürstin Amalie Zephyrine. Der Neue Prinzenbau wurde von 1842 bis 1847 nach den Plänen von Bauinspektor Bröm mit neogotischen Elementen und einer der ersten Warmwasserheizungen Europas errichtet. Von September 1944 bis April 1945 waren Teile des Neuen und Alten Prinzenbaus für die im Schloss untergekommene Vichy-Regierung beschlagnahmt und galten als exterritorial. Zwischen 1988 und 1994 wurde der Gebäudekomplex für mehr als 20 Millionen Deutsche Mark saniert und für die Zwecke des Staatsarchivs grundlegend umgebaut, wobei man die alten Repräsentationsräume wie den Gartensaal, Spiegelsaal, Schwarzen Saal oder die Kapelle liebevoll restaurierte. Das nunmehrige Archivgebäude erfüllt alle fachlichen Anforderungen. Auch die Zukunftsfähigkeit des Standorts ist langfristig gesichert, da das Grundstück den Bau von (unterirdischen) Zusatzmagazinen erlaubt. Die historischen Räume des Prinzenbaus, der das Stadtbild von Sigmaringen entscheidend mitbestimmt, ermöglichen immer noch einen Einblick in die zeitgenössische Wohnkultur der Fürstlichen Familie Hohenzollern aus dem 19. Jahrhundert. Vor allem Fürst Leopold und seine Gemahlin Antonia prägten das Erscheinungsbild des Palais. Der Prinzenbau schmückt sich mit einem Rosengarten.

## Leiter
- 1979–1992: Wilfried Schöntag[4]
- 1992–1993: Maren Kuhn-Rehfus
- 1994: Günter Cordes[5]
- 1995–2020: Volker Trugenberger[6]
- 2020–2024: Franz-Josef Ziwes[7]
- seit Juli 2024: Christoph Schlemmer[8]